# (5744) Yorimasa
(5744) Yorimasa est un astéroïde de la ceinture principale.

## Description
(5744) Yorimasa est un astéroïde de la ceinture principale. Il fut découvert le 14 décembre 1990 à Yakiimo par Akira Natori et Takeshi Urata. Il présente une orbite caractérisée par un demi-grand axe de 2,22 UA, une excentricité de 0,14 et une inclinaison de 4,8° par rapport à l'écliptique.

## Compléments